# 十字

希腊十字（所有臂长相等），臂不弯曲，有些旋转45度。

标准的十字（cross）是一个由横竖两画垂直交叉90°而形成的几何图案，其两画互相平分。十字是人类最古老的符号之一。很多宗教中也大量出现该图案。

## 作为记号的十字
- 罗马数字的10写作X
- 中文数字的10写作十（参见汉语）
- 双剑号或短剑号（†）
- 加号（或正号，+）以及乘号（或叉号，×）

## 作为象征的十字
- 纹章学中代表任何数字，例如：
  - 格林十字
  - 参见纹章学十字
- 在教会纹章中使用的教皇十字
- 康斯坦丁一世的教旗（被认为是耶稣基督字母的花押字）
- 海盗使用的骷髅旗以及毒性物質標籤上有该图案（骷髅和十字交叉骨，☠）
- 大部分国家中红十字会使用的救援符号（参见相对于伊斯兰国家的红新月会）
- 中世紀信仰基督教的騎士，會手持柄尾，把配劍倒立在地上，形成一個十字的形狀，然後半跪以祈禱。

## 作为符号的十字
- 耶稣死在十字架上，因此十字符号常代表基督教，也被用來代表基督教社团，若將十字架倒立則為聖伯多祿十字，雖然倒十字架在天主教很正常，但在部分中基督新教代表著惡魔與黑暗，甚至是與撒旦教有關連；也有反對基督教者會將十字架倒立，作為一種反基督的宣示或挑釁。
- 英国和爱尔兰地方独立的凯尔特高十字。
- 挪威神话中奥丁神的符号是一个在环中的十字。
- 古代卐字（後被纳粹党借用）。
- 古埃及T形十字章也是十字的一种，因为有时它出现在基督教内容中，这种十字有一个拉丁名「Crux Ansata（英语：Crux Ansata）」 (「有把手的十字」)。
- 澳門十號風球及香港十號風球的十字形標誌

## 旗帜中的十字
很多旗帜中包含十字符号，所有斯堪的纳维亚国家的国旗中都包括十字。

英格兰国旗
格鲁吉亚国旗
希腊国旗
芬兰国旗
冰岛国旗
英国国旗
丹麦国旗
马耳他国旗
挪威国旗
苏格兰国旗
圣皮瑞旗
北爱尔兰国旗
瑞士国旗
瑞典国旗
汤加国旗
法罗群岛国旗
佛罗里达州州旗
阿拉巴马州州旗

## 纹章学中的十字
参见紋章學。

## 星座
南十字座是南天的一个星座。

## 圖版遊戲
十字戲類遊戲是世界普遍的傳統圖版遊戲。

## 其他
- Crosses is a commune of the Cher département, in France